# Covector
S'anomenen covectors o 1-forma les formes lineals d'un espai vectorial. Els covectors són, per tant, els elements de l'espai dual d'un espai vectorial.
Intuïtivament un covector és un objecte matemàtic definit sobre un cert domini {\displaystyle \Omega \subset \mathbb {R} ^{n}} (o d'una varietat diferenciable) que "operat" amb un camp vectorial dona lloc un camp escalar o funció definida sobre el mateix domini. És a dir:

{\displaystyle T:{\mbox{Vec}}_{n}(\Omega )\to \mathbb {R} \qquad {\mbox{Vec}}_{n}(\Omega )={\mathcal {C}}^{(k)}(\Omega ,\mathbb {R} ^{n})}

On {\displaystyle {\mbox{Vec}}_{n}(\Omega )} denota el conjunt de funcions vectorials amb derivades parcials contínues fins a ordre  k  definides sobre {\displaystyle \Omega }, és a dir, és un conjunt format per camps vectorials. Una 1-forma o manera un és un cas particular d' n -forma.

## Exemples d'1-formes en física
- En mecànica newtoniana diverses magnituds funcionen com 1-formes. Per exemple, el  "treball infinitesimal"  pot ser formalitzat adequadament com una 1-forma definida al llarg de la trajectòria d'una partícula:

{\displaystyle \delta W=\mathbf {F} \cdot d\mathbf {r} =F_{x}dx+F_{y}dy+F_{z}dz}

És una 1-forma, que aplicada a un vector velocitat dona la potència realitzada per la força: 

{\displaystyle \langle \delta W,\mathbf {v} \rangle =F_{x}v_{x}+F_{y}v_{y}+F_{z}v_{z}}

La integral al llarg del temps de la potència, que és un escalar, dona el treball finit realitzat per la força. Quan la 1-forma treball infinitesimal causa de la naturalesa de les forces és una diferencial exacta, es diu que el conjunt de forces forma un camp conservatiu.
- En termodinàmica l'anomenat impròpiament  "calor infinitesimal"  és una altra 1-forma, normalment no exacta, que és expressable en diferents tipus de coordenades:

{\displaystyle \delta q=T(S,V)\ dS\qquad \delta q=C_{V}(V,T)dT\qquad \delta q=C_{p}(p,T)dT}

On {\displaystyle C_{v},C_{P}} són les capacitats calorífiques baix volum i sota pressió constants respectivament i {\displaystyle dS,dT} són 1-formes exactes associades a les variables d'estat, temperatura i entropia respectivament.
Un factor integrant és una funció multiplicativa que converteix a una 1-forma no exacta en exacta. Així un factor integrant per a la magnitud "calor infinitesimal" és l'invers de la temperatura, en aquest cas la 1-forma resultant pot derivar de la variable d'estat anomenada entropia
- En electrodinàmica clàssica el potencial vector pot ser considerat una 1-forma sobre un espaitemps de quatre dimensions del qual es pot derivar totes les components del camp electromagnètic. Aquesta 1-forma mai és exacta a menys que el camp electromagnètic sigui nul.
- Un camp vectorial que derivi d'un potencial admet una representació com 1-forma exacta.

## Exemples d'1-formes en matemàtiques
- La diferencial total d'una funció de diverses variables pot ser tractada rigorosament com una 1-forma. Així si es té una funció de diverses variables  f  ( x, y, z ) diferenciable, la seva diferencial total és una 1-forma exacta:

{\displaystyle df={\frac {\partial f}{\partial x}}dx+{\frac {\partial f}{\partial y}}dy+{\frac {\partial f}{\partial z}}dz}

Per ser l'anterior una 1-forma exacta, també és una 1-forma tancada, la qual cosa implica que:

{\displaystyle {\frac {\partial ^{2}f}{\partial x_{i}\partial x_{j}}}-{\frac {\partial ^{2}f}{\partial x_{j}\partial x_{i}}}=0}

## Integrabilitat d'1-formes: diferencials exactes
Una 1-forma  F , es diu exacta si existeix una funció  g  tal que:

{\displaystyle \left[\mathbf {F} =\sum _{i}F_{i}\ dx^{i}\quad {\mbox{exacta}}\right]\quad \Longleftrightarrow \quad F_{i}={\frac {\partial g}{\partial x_{i}}}}

Es pot provar que una condició necessària i suficient perquè una 1-forma sigui exacta, al voltant d'algun punt, d'acord amb el  teorema de Poincaré  és que hi hagi algun punt en el qual es compleixi que:

{\displaystyle {\frac {\partial f_{i}}{\partial x_{j}}}={\frac {\partial F_{j}}{\partial x_{i}}}}

Quan la condició anterior se satisfà en algun punt llavors la 1-forma és localment exacta en aquest punt, és a dir, hi ha una petita regió al voltant del punt en què la 1-forma és exacta.

## Diferencials inexactes en física
Òbviament no tota 1-forma és exacta, un exemple físic interessant el constitueix la calor o el treball que apareixen a la forma diferencial de l'energia interna tal com sol usar-se per a formular, el primer principi de la termodinàmica:

{\displaystyle dU=\delta Q+\delta W\qquad \delta Q:=T(S,V)\ dS\qquad \delta W:=-p(S,V)\ dV}

Òbviament aquesta diferencial de l'energia interna si és una 1-forma exacta, ja que l'energia interna és una variable d'estat. No obstant això, ni la calor, ni el treball són 1-formes exactes. Per la calor tenim:

{\displaystyle \delta Q=T(S,V)\ dS+0\ dV\quad \land \quad \left({\frac {\partial T}{\partial V}}\right)_{S}\neq 0\quad \Rightarrow \quad \lnot \exists {\bar {Q}}(S,V):\left[\left({\frac {\partial {\bar {Q}}}{\partial S}}\right)_{V}=T\land \left({\frac {\partial {\bar {Q}}}{\partial V}}\right)_{S}=0\right]}

En l'anterior equació si la derivada de la temperatura respecte al volum fos nul significaria que el cos té una taxa de dilatació adiabàtica infinita, la qual cosa és absurd. Per al treball hem de per les relacions de Maxwell, el treball no és una 1-forma exacta a menys que el coeficient de dilatació adiabàtica (α   S  ) sigui zero, ja que el treball només pot ser una diferencial exacta en un sistema termodinàmic si i només si:

{\displaystyle \left({\frac {\partial p}{\partial S}}\right)_{v}=-\left({\frac {\partial T}{\partial V}}\right)_{S}=-{\frac {1}{V\alpha _{S}}}}

## Vegeu
- Forma lineal
- Espai dual